# Murillo el Cuende (ort)
Murillo el Cuende är en ort i Spanien.   Den ligger i provinsen Provincia de Navarra och regionen Navarra, i den nordöstra delen av landet, 280 km nordost om huvudstaden Madrid. Murillo el Cuende ligger 338 meter över havet och antalet invånare är 662.
Terrängen runt Murillo el Cuende är huvudsakligen platt, men åt nordost är den kuperad. Runt Murillo el Cuende är det ganska glesbefolkat, med 23 invånare per kvadratkilometer. Närmaste större samhälle är Tafalla, 14,9 km norr om Murillo el Cuende. Trakten runt Murillo el Cuende består till största delen av jordbruksmark.